# Leandre Dal Ponte
Leandre Dal Ponte (Pato Branco, 20 de dezembro de 1975), é uma engenheira civil e política brasileira filiada ao Partido Social Democrático (PSD), atualmente está licenciada do mandato de deputada federal para comandar a secretaria de Estado da Mulher e Igualdade Racial do Paraná.

## Vida pessoal, formação acadêmica e carreira profissional
Leandre Dal Ponte nasceu em Pato Branco, na região sudoeste do Paraná. Filha de Maria Selvina e Nadilo Dal Ponte, durante a infância residiu no município de Chopinzinho. Casou-se com Cleomar Del Gasperin.
Em 2006, formou-se em engenharia civil pela Universidade Positivo, em Curitiba. É fundadora da Casa de Apoio Ideal, que já acolheu mais de 200 mil pacientes do interior para tratamento de saúde em Curitiba.

## Vida pública
Foi secretária municipal da saúde na Prefeitura Municipal de Saudade do Iguaçu, entre 1997 e 2000, na gestão do prefeito Daizi Trento.
Nas eleições 2010, foi candidata a deputada federal pelo PV, não sendo eleita. Foi eleita nas eleições de 2014, deputada federal, com 81.181 votos, pela coligação Paraná por Você (PV / PPL), para a 55.ª legislatura (2015-2019). Na Câmara dos Deputados foi nomeada vice-líder do PV e atuou na Comissão de Seguridade Social e Família e na Comissão de Defesa dos Direitos da Pessoa Idosa.
Leandre votou pela abertura do processo de impeachment de Dilma Rousseff. Em abril de 2017, assumiu a liderança da bancada do Partido Verde na Câmara. Em abril do mesmo ano, foi favorável à alterações na legislação sobre relações de trabalho. Ainda em 2017, Leandre votou para que fosse aberto processo de investigação das denúncias de corrupção cometidos pelo governo de Michel Temer.
Nas eleições de 2018, foi reeleita deputada federal com 123.958 votos, pelo Partido Verde. É autora da proposta que criou a Secretaria Nacional do Idoso, a Comissão de Defesa dos Direitos da Pessoa Idosa da Câmara dos Deputados e da lei que tornou 2018, o Ano Nacional de Valorização dos Direitos Humanos da Pessoa Idosa.

## Reconhecimento e condecorações
Foi eleita em 2016, pelo Ranking Político, a melhor deputada federal do Paraná. Em 2017, foi reconhecida pela imprensa como a deputada do Paraná que mais apresentou projetos e a única a ter projetos aprovados naquele ano.
Em 2018, recebeu o "Título de Cidadã Benemérita do Município de Pato Branco". Recebeu também o "Título de Cidadã Honorária" de outros municípios, como Irati e Carlópolis.

## Publicações

### Livros
- A Dona da Pensão, Curitiba: 2013.[1]